# 美滨暗沙
美滨暗沙位于南中国海中沙群岛西北部，东与鲁班暗沙相距0.7海里，西与本固暗沙相距5.5海里。暗沙呈长方形，全部在海面以下，最浅处约14米，等深线20米以上面积约9平方公里。1947年和1983年公布名称均为“美滨暗沙”。